# Balacra oreophila
Balacra oreophila är en fjärilsart som beskrevs av Sergius G. Kiriakoff 1963. Balacra oreophila ingår i släktet Balacra och familjen björnspinnare. Inga underarter finns listade i Catalogue of Life.